# Добромир (име)
Вижте пояснителната страница за други значения на Добромир.
Добромир е българско мъжко име, женската форма е Добромира.
Това име означава „добър“, „добро на света“, „добър и мирен“ и „да носи доброта и мир“.
Добромир има имен ден на 27 юли. Тогава православната църква чества деня на Св. вмчк Пантелеймон, Св. Седмочисленици, Успението на Св. Климент, архиеп. Охридски.

## Известни хора, носещи име Добромир
- Добромир Славчев (1973), български бизнесмен, общественик, спомоществовател, писател и продуцент и инструктор по парашутизъм
- Добромир Тонев (1955 – 2001), български поет
- Добромир Хриз български благородник, независим владетел в Македония от края на XII и началото на XIII век
- Добромир Жечев (1942) български футболист
- Добромир Манев (1942), български актьор
- Добромир Карамаринов (1958), президент на Българската федерация по лека атлетика
- Добромир Георгиев (1973), български поет
- Добромир Добрев (1976), български инженер и политик, кмет на община Горна Оряховица
- Добромир Митов (1972), български футболист
- Добромир Ташков (1925), български футболист
- Добромир Хриз, български аристократ, независим владетел в Македония
- Добромир Филипов, български рали навигатор
- Добромир Киряков, български стилист
- Добромир Банев (1969), писател, поет и публицист